# Bruce McLaren
Bruce Leslie McLaren (Auckland, Novi Zeland, 30. kolovoza 1937. – Engleska, 2. lipnja 1970.) je bivši novozelandski vozač automobilističkih utrka i osnivač momčadi McLaren.

## Rezultati u Formuli 1
| Sezona | Momčad             | Šasija                   | Motor             | Utrke | Pobjede | Podiji | Bodovi  | Plasman |
| ------ | ------------------ | ------------------------ | ----------------- | ----- | ------- | ------ | ------- | ------- |
| 1958.  | Cooper Car Company | Cooper T45 F2            | Climax Straight-4 | 2     | 0       | 0      | 01      | —       |
| 1959.  | Cooper Car Company | Cooper T45 F2 Cooper T51 | Climax Straight-4 | 7     | 1       | 2      | 16,5    | 6.      |
| 1960.  | Cooper Car Company | Cooper T51 / T53         | Climax Straight-4 | 8     | 1       | 6      | 34 (37) | 2.      |
| 1961.  | Cooper Car Company | Cooper T55               | Climax V8         | 8     | 0       | 1      | 11      | 8.      |
| 1962.  | Cooper Car Company | Cooper T60               | Climax V8         | 9     | 1       | 5      | 27 (32) | 3.      |
| 1963.  | Cooper Car Company | Cooper T66               | Climax V8         | 10    | 0       | 3      | 17      | 6.      |

^  McLaren je utrku na VN Njemačke 1958. završio na 5. mjestu, ali je vozio bolid Formule 2 i nije mogao osvojiti bodove.

### Pobjede
| Rb | Sezona | Datum        | Velika nagrada | Staza        | Momčad             | Šasija     | Motor              | Gume | Grid |
| -- | ------ | ------------ | -------------- | ------------ | ------------------ | ---------- | ------------------ | ---- | ---- |
| 1. | 1959.  | 12. prosinca | VN SAD         | Sebring      | Cooper Car Company | Cooper T51 | Climax FPF 2.5 L4  | D    | 10.  |
| 2. | 1960.  | 7. veljače   | VN Argentine   | Buenos Aires | Cooper Car Company | Cooper T51 | Climax FPF 2.5 L4  | D    | 13.  |
| 3. | 1962.  | 3. lipnja    | VN Monaka      | Monaco       | Cooper Car Company | Cooper T60 | Climax FWMV 1.5 V8 | D    | 3.   |

## Vanjske poveznice
- Bruce McLaren na racing-reference.info